# Corriente de Contis
La corriente de Contis ( en francés: Courant de Contis ) es un río costero del departamento francés de las Landas, al suroeste del país.

## Presentación
El curso de agua pertenece a la familia de las llamadas corrientes landesas. Con 31,2 km de largo, nace en el municipio de Lesperon y desemboca en el océano Atlántico, cerca de la localidad de Contis, de la que toma su nombre, en el municipio de Saint-Julien-en-Born. Desde su nacimiento hasta su desembocadura, toma sucesivamente los nombres de arroyo de Bourg, arroyo de Vignac, Le Courant y luego Courant de Contis.

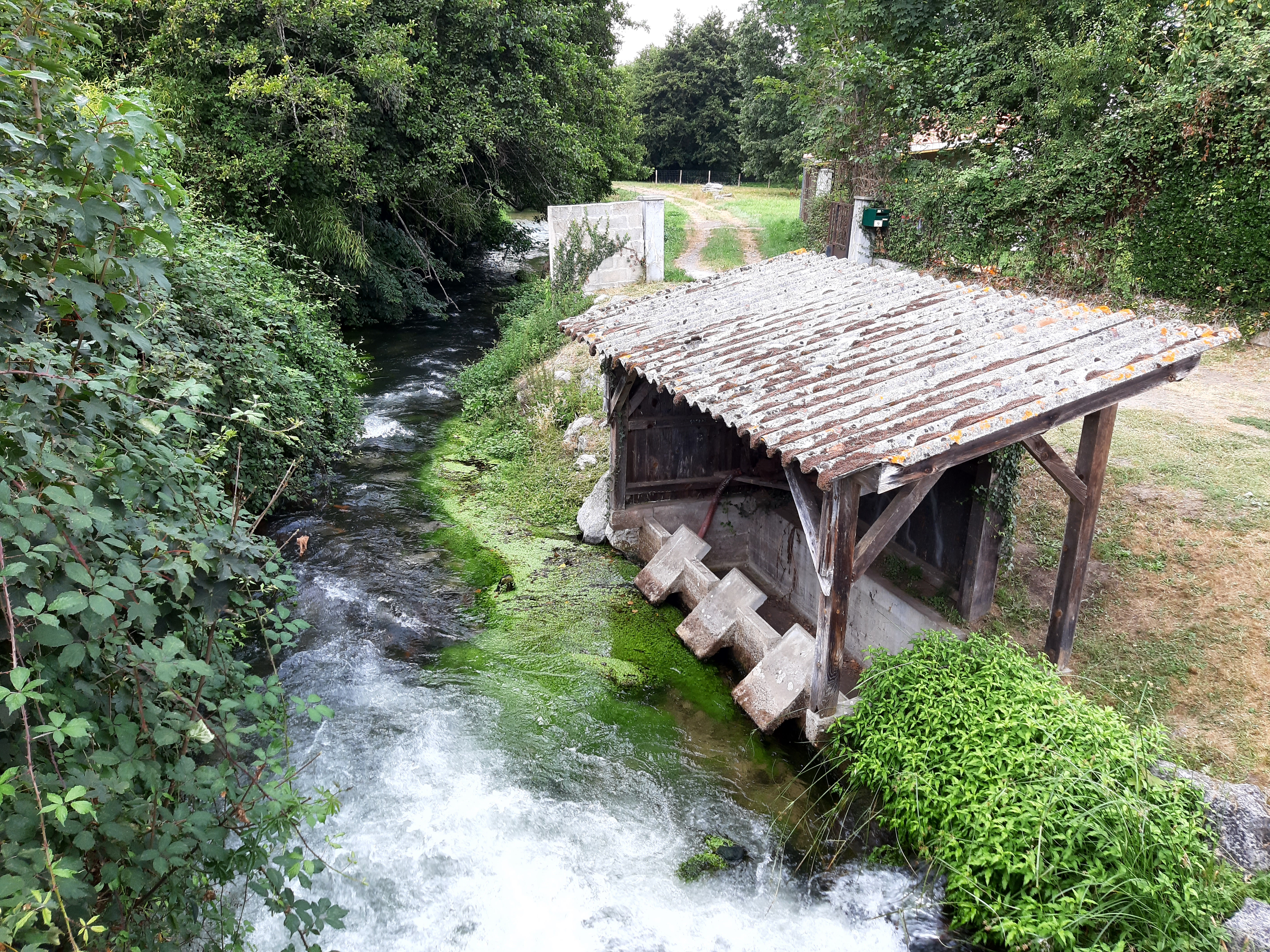
Arroyo de Vignac y su lavadero, en la localidad de Lévignacq.
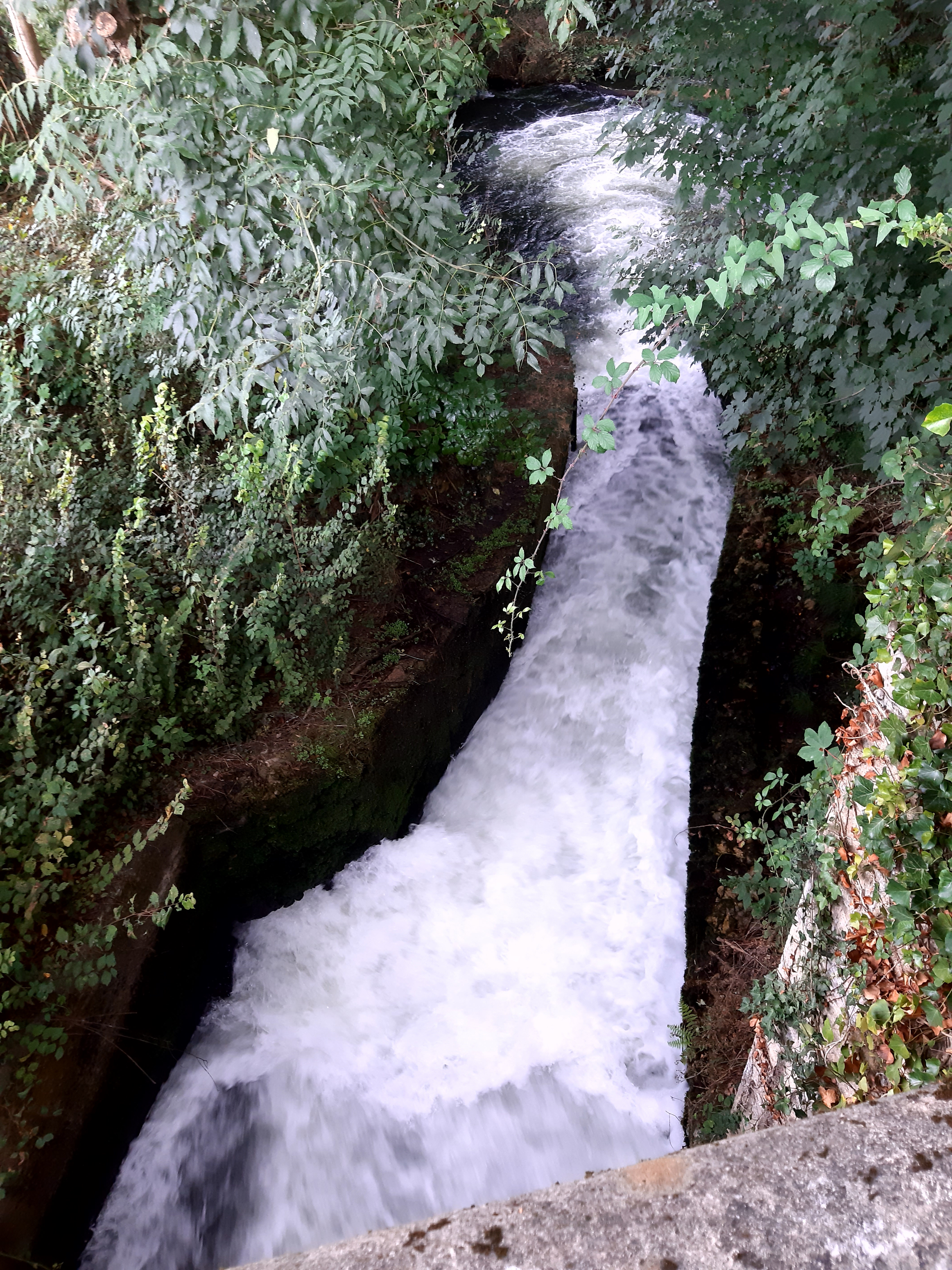
Estanque de la fragua de Uza tras la válvula de descarga.

 Atraviesa los municipios de Lesperon, Lévignacq, Uza y en el último tramo de su recorrido sirve de límite a los municipios de Lit-et-Mixe y Saint-Julien-en-Born, pero también de frontera entre el país de Born y el Marensin.

## Historia
Orígenes
La corriente de Contis es originalmente el nombre que recibía la desembocadura del estanque de Lit-et-Mixe y Saint-Julien-en Born, hoy desaparecido. La palabra “ courant » es, de hecho, el nombre local de los emisarios de los lagos costeros que desembocan en el océano. El conjunto formado por el estanque y la corriente sirvió entonces como puerto natural para embarcaciones modestas, en lo que parecía un oasis verde en medio de un paisaje arenoso. La corriente era una de las raras vías de comunicación en este sector, conectando las leñas boscosas con el océano, después de atravesar vastas extensiones de arena. Efectivamente era navegable, aunque con ciertas dificultades ligadas a la vegetación que obstaculizaba su recorrido y a las dunas que se movían constantemente con los vientos y desembocaban en sus aguas, provocando frecuentes cambios en su curso.
Instalaciones
Obras de reparación de las dunas de Aquitania realizadas en la segunda mitad del siglo XIX obligaron a arreglar la desembocadura de la corriente para perpetuar el cordón dunar. Para ello se colocó una escollera, poniendo fin al vaivén de la hilera final y evitando que se colmara. Los estanques de Lit-et-Mixe y Saint-Julien-en-Born se secaron, el terreno así ganado se convirtió en el distrito de Contis les Marais. La corriente de Contis se convierte entonces en el último tramo del arroyo de Vignac, desde su confluencia con al arroyo de Mézos hasta su desembocadura en el océano.
En la década de 1860, en el marco del desarrollo de la fragua de Uza, se creó un lago artificial reteniendo las aguas del Vignac. Este nuevo cuerpo de agua de aproximadamente 6 ha tomó el nombre de estanque de la fragua de Uza y proporcionó energía para la primera planta siderúrgica de las Landas. La desembocadura del estanque de la fragua se llama Courant y luego Courant de Contis tras su confluencia con el arroyo de Mézos. Aguas abajo del estanque se construye el castillo de Uza, protegido por la confluencia del río Courant y el arroyo Pas du Kaa.

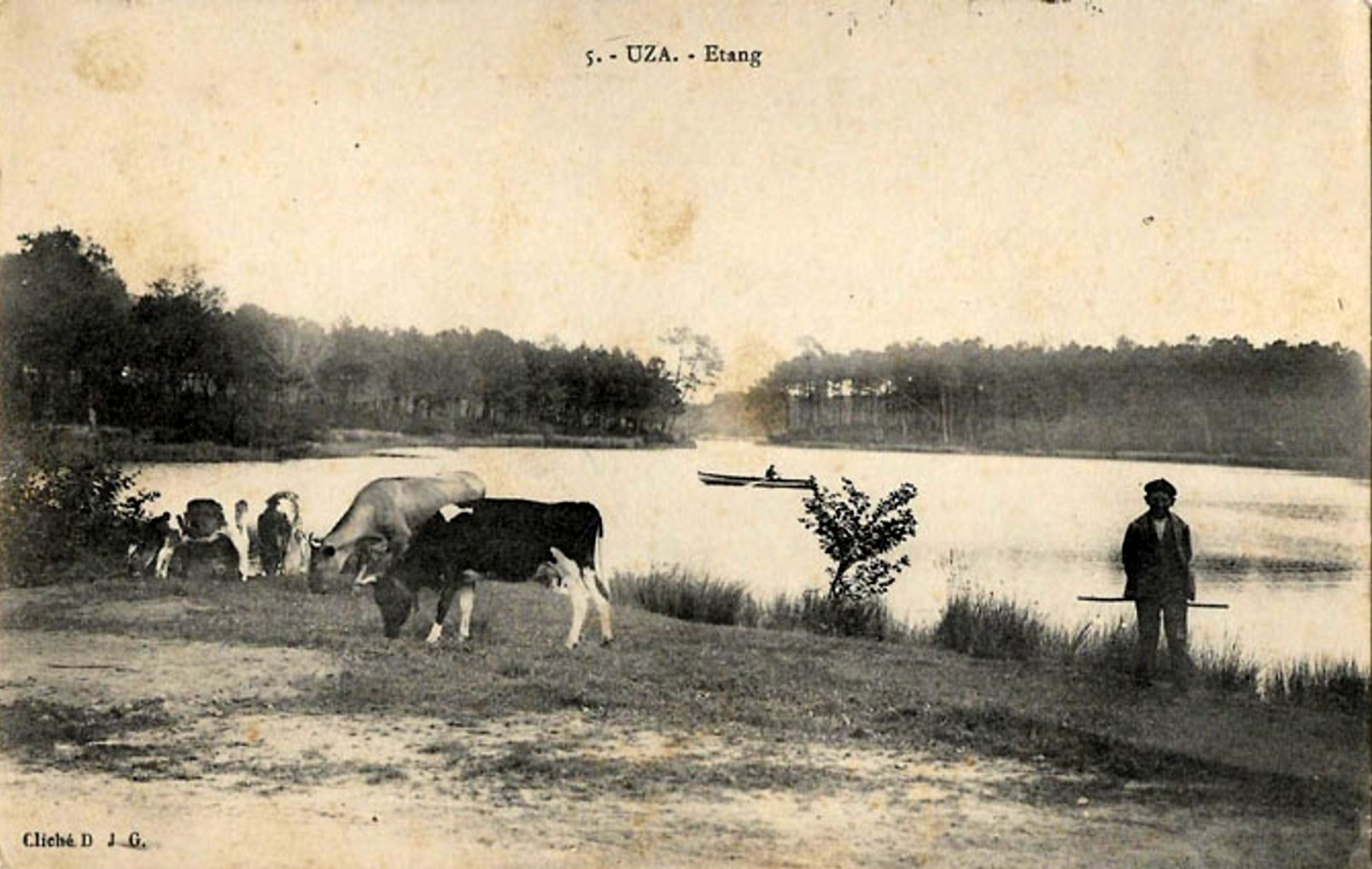
Marinas de las Landas al borde del estanque de la fragua de Uza
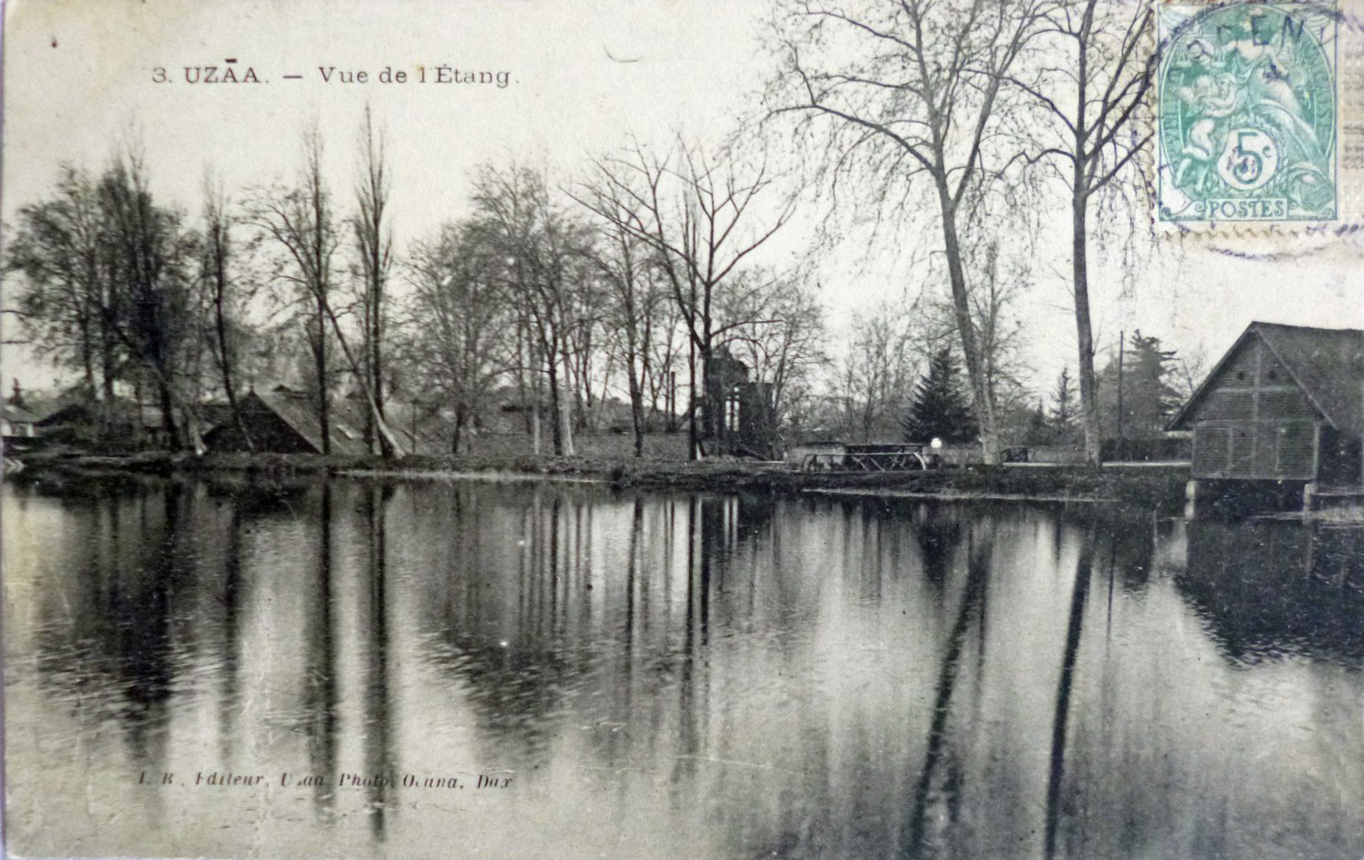
Instalaciones de la fragua al borde del estanque

### Navegación
Hoy en día, la corriente de Contis se puede navegar en canoa desde Saint-Julien-en-Born, pero hay que evitar acercarse demasiado a la desembocadura y desembarcar cerca del Puente Rosa. Aguas abajo de esta estructura es común encontrarse con pescadores.

## Categoría
El antiguo estanque de Lit-et-Mixe y la corriente de Contis fueron objeto de un inventario de tipo 2 del ZNIEFF en 1979 y 1984, con una superficie de 6.010 ha  .
La corriente también forma parte del espacio Natura 2000 (SIC/pSIC) “ Humedales del antiguo estanque de Lit-et-Mixe »  .